# 내 몸 플러스
《내 몸 플러스》는 매주 일요일 아침 7시 30분에 TV조선 방송한 시사교양 텔레비전 프로그램이다.
- 233회로 종영하였다